# HD213781
HD213781 — хімічно пекулярна зоря спектрального класу B7, що має видиму зоряну величину в смузі V приблизно  9,0.
Вона  розташована на відстані близько 6395,2 світлових років від Сонця.

## Пекулярний хімічний склад
Зоряна атмосфера HD213781 має підвищений вміст 
Si
.